# خطاب التأبين لبيركليس
خطاب التأبين لبيركليس

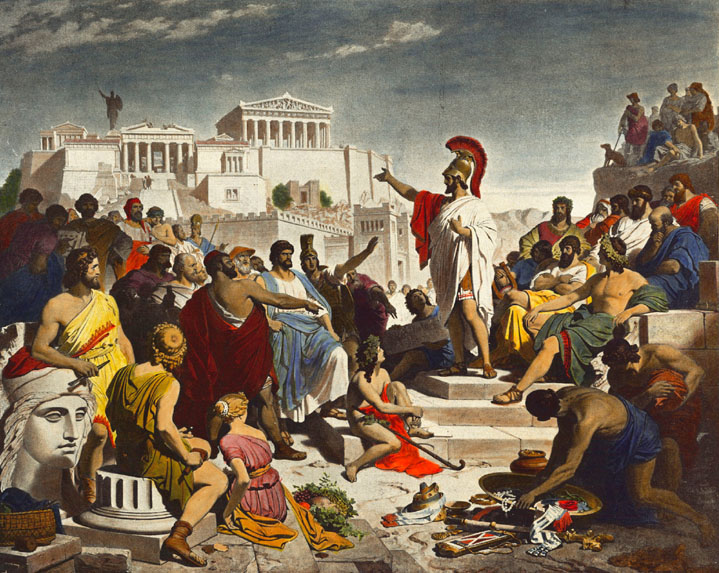

خطاب التأبين لبيركليس هو خطاب شهير من كتاب ثوكيديدس تاريخ الحروب البولوبونيسية. وهو يؤرخ لخطبة التأبين السنوية التي قام بها بيركليس، وهو سياسي أثيني مشهور، في نهاية السنة الأولى من الحرب البيلوبونيسية (431-404 ق.م)، وذلك في مأتم الذين قضوا نحبهم من قتلى الحرب.